# Monapia fierro
Monapia fierro är en spindelart som beskrevs av Ramírez 1999. Monapia fierro ingår i släktet Monapia och familjen spökspindlar. Inga underarter finns listade i Catalogue of Life.